# Karen Wetterhahn
Karen Wetterhahn (* 16. Oktober 1948 in Plattsburgh, New York; † 8. Juni 1997 in Lyme, New Hampshire) war eine US-amerikanische Chemikerin.

## Leben
Wetterhahn war Professorin am Dartmouth College in Hanover (New Hampshire). Ihr Fachgebiet war die Toxizität von Metallen, wobei sie die Zusammenarbeit zwischen Biologen, Chemikern, Umweltforschern, Technikern und Medizinern förderte. Sie galt als anerkannte Autorität auf dem Gebiet der Auswirkungen von Schwermetallen auf biologische Systeme wie auch als engagierte Lehrerin und Mentorin. Ihr kam eine wichtige Rolle bei der Verwaltung der Naturwissenschaften in Dartmouth zu. Sie begründete das Dartmouth Women in Science Project (WISP), das zum Ziel hat, die Anzahl von Frauen, die ein naturwissenschaftliches Studium aufnehmen, zu erhöhen. 1981 erhielt sie ein Forschungsstipendium der Alfred P. Sloan Foundation (Sloan Research Fellowship). Von 1995 bis 1997 war sie Programmdirektorin des Superfund Research Program (SRP) des Dartmouth College in Hanover, New Hampshire. Zusätzlich zur Programmleitung hatte sie auch die Leitung der Forschung bezüglich der Auswirkung giftiger Schwermetalle auf zelluläre Prozesse inne. Als anerkannte internationale Expertin für Chromkarzinogenität war Dr. Wetterhahn eine führende Forscherin auf dem Gebiet der Entstehung von Krebs und anderen durch Metalle verursachten Erkrankungen des Menschen auf molekularer Ebene. Während sie die krankheitsverursachenden Wirkungen von Molekülen auf zellulärer Ebene untersuchte, erlitt sie am 14. August 1996 im Labor einen Arbeitsunfall, bei dem Dimethylquecksilber innerhalb weniger Sekunden durch ihre Latex-Handschuhe diffundierte und von der Haut resorbiert wurde. Monate später, ab Januar 1997, traten Schwindelanfälle und Kopfschmerzen auf. Die Quecksilberkonzentration in ihrem Blut betrug das Achtzigfache des toxischen Schwellenwerts. Trotz einer Chelat-Therapie fiel sie Anfang Februar 1997 in ein Koma und starb nach vier Monaten am 8. Juni 1997 an akuter Quecksilbervergiftung.
Aufgrund dieses Ereignisses wurden die Verwendung von Dimethylquecksilber als Standard in der Kernspinresonanzspektroskopie eingestellt und die Sicherheitsdatenblätter aktualisiert.
Das Dartmouth College stiftete anlässlich des Todes von Karen Wetterhahn den Karen Wetterhahn Memorial Award, der seit 1998 jährlich an junge Wissenschaftlerinnen vergeben wird.

## Privates
Wetterhahn war verheiratet und hatte einen Sohn sowie eine Tochter.